# Takumi Shimohira
Takumi Shimohira (jap. 下平 匠 Shimohira Takumi; ur. 6 października 1988) – japoński piłkarz występujący na pozycji obrońcy. Obecnie występuje w Yokohama F. Marinos.

## Kariera klubowa
Od 2007 roku występował w klubach Gamba Osaka, Omiya Ardija i Yokohama F. Marinos.